# Lycium yunnanense
Lycium yunnanense là loài thực vật có hoa trong họ Cà. Loài này được Kuang & A.M. Lu mô tả khoa học đầu tiên năm 1978.